# Vivian Silver
Vivian Silver (Winnipeg, 2 febbraio 1949 – Be'eri, 7 ottobre 2023) è stata un'attivista canadese naturalizzata israeliana per i diritti delle donne. È morta il 7 ottobre 2023, in seguito all'invasione di Hamas nel suo kibbutz Be'eri. È tra le fondatrici dell'organizzazione Women Wage Peace.

## Biografia

### Origini e formazione
Vivian Silver è nata e cresciuta a Winnipeg, Manitoba, Canada .
Per la prima volta lei si recò in Israele nel 1968, durante il suo primo anno di college . Ha frequentato l' Università Ebraica di Gerusalemme, dove ha studiato psicologia e letteratura inglese. Vivian Silver è stata anche fortemente coinvolta nella "North American Jewish Students Network" (rete studentesca di ebrei nordamericani), dove era l'amministratore del Jewish Student Press Service. In questa veste, lei iniziò a pubblicare articoli sulle relazioni israelo-palestinesi . Durante il suo ultimo anno di college, ha co-fondato la Student Zionist Alliance nel suo campus e successivamente è stata invitata alla conferenza nazionale della Student Zionist Alliance a Montreal di quell'anno.
Nel 1973, assieme a Shifra Bronznick, organizza la prima Conferenza nazionale delle donne ebree.

### Attivismo
Vivian Silver nel 1974  divenne membro del kibbutz Gezer. A Gezer divenne la segretaria del kibbutz, una delle poche donne a farlo . Il primo attivismo di Vivian Silver si concentrò sui diritti delle donne e sulle disparità di genere nella società israeliana . A tal fine, nel 1981, fondò il "United Kibbutz Movement’s Department" per promuovere l'uguaglianza di genere . Ha anche lavorato all'interno della Knesset nel sottocomitato per il progresso delle donne nel lavoro e nell'economia , per il New Israel Fund e nel comitato direttivo di Shatil.
Insieme al marito e ai due figli, nel 1990 si trasferì a Be'eri, un kibbutz vicino al confine con la striscia di Gaza. Durante questo periodo, conobbe meglio la comunità beduina locale e gli abitanti di Gaza. Dal 1998 ha ricoperto la carica di direttore esecutivo per il Negev Institute for Strategies of Peace and Development (NISPED). Ha lavorato all'interno del kibbutz per organizzare programmi per aiutare gli abitanti di Gaza, come corsi di formazione professionale, e ha assicurato che i lavoratori edili di Gaza nel kibbutz fossero pagati equamente.
Nel 1999, assieme a Amal Elsana Alh'jooj, fonda il Centro arabo-ebraico per l'uguaglianza, il potenziamento e la cooperazione, una derivazione di NISPED. Ne ricopre la carica di direttrice del centro prima della seconda intifada .  Il centro ha organizzato progetti in Israele, Gaza e Cisgiordania  . Nel 2010, assieme a Alh'jooj ha ricevuto il Premio Victor J. Goldberg per la pace in Medio Oriente, un premio annuale assegnato dall'Institute of International Education a coppie di attivisti arabi e israeliani che lavorano per la pace.
Prima della chiusura del confine di Gaza nel 2007, Vivian Silver ha lavorato con assieme ai residenti di Gaza in progetti interculturali  . Un gruppo da lei fondato, Creation Peace, si concentrava sulla promozione di rapporti commerciali tra artigiani palestinesi e israeliani .
Vivian Silver è anche stata un membro del consiglio di B'Tselem, un'organizzazione per i diritti umani avente la sede a Gerusalemme.
Vivian Silver è ufficialmente andata in pensione nel 2014 . Successivamente al suo pensionamento e alla guerra di Gaza del 2014, ha co-fondato Women Wage Peace, un'organizzazione interreligiosa di base . Vivian Silver ha anche iniziato a fare volontariato con "Road to Recovery" e "Project Rozana" per trasportare pazienti di Gaza che erano in viaggio a Gerusalemme per cure .
Il 4 ottobre 2023, Vivian Silver e la sua organizzazione Women Wage Peace, hanno contribuito a organizzare una manifestazione per la pace a Gerusalemme che ha attirato 1.500 donne israeliane e palestinesi .

### Morte
Il 7 ottobre 2023, Vivian Silver viene uccisa  nella sua casa a Be'eri, allo scoppio della guerra Israele-Hamas del 2023 . Sua sorella ha riferito che, durante una conversazione telefonica con Vivian il 7 ottobre, le disse di aver sentito militanti di Hamas fuori casa sua. La stessa Vivian Silver ha anche inviato messaggi agli amici su WhatsApp che riportavano la stessa informazione. La sua casa è stata bruciata e distrutta quando sono arrivati i soccorritori israeliani .
Per varie settimane, il rapimento di Vivian Silver non era stato comprovato. Secondo la sua famiglia e i suoi colleghi la sua ubicazione rimaneva sconosciuta: di lei mancavano notizie dal 7 ottobre. La sua famiglia e i suoi amici hanno creato una pagina Facebook "Missing Vivian Silver", per cercare di raccogliere maggiori informazioni sulla sua possibile ubicazione. Hanno anche contattato la Croce Rossa e il governo canadese per chiedere assistenza nel suo ritrovamento e per assicurare il suo rilascio.
Grazie alle indagini sul DNA eseguite su alcuni resti umani, giunge la conferma della sua morte

## Riconoscimenti
Nel 2011, Haaretz ha nominato Vivian Silver come uno dei "10 immigrati anglosassoni più influenti" in Israele .

## Vita privata
Vivian Silver era ebrea. Sposata con Lewis Zeigen. Ebbe due figli (tra cui  Yonatan Zeigen) e quattro nipoti